# Enrique López Zarza
Pour les articles homonymes, voir López et Zarza.
Enrique López Zarza (né le 25 octobre 1957) est un footballeur international mexicain et actuellement entraîneur des Pumas Morelos, filiale de l'Universidad Nacional, club de ses débuts.
Il débute en première division le 15 février 1976 face à sa future équipe, le CF Atlante.
Le 25 août 1977, il inscrit son premier but lors d'une victoire 6-1 face au Club Jalisco.
Il fait partie de l'équipe du Mexique battue en finale de la première Coupe du monde des moins de 20 ans de l'histoire face à l'URSS.
Il joue son premier match pour les A le 15 février 1978, deux ans jour pour jour après ses débuts professionnels, face au Salvador, avant de disputer quelques mois plus tard sa seule et unique Coupe du monde en Argentine pour une élimination dès le premier tour.
Il réussira à glaner 23 sélections au total.
Il termine sa carrière en 1993 sur une finale en Coupe des champions de la CONCACAF avec le FC León.

## Palmarès

### En club
- Universidad Nacional :
  - Vainqueur de la Copa Interamericana en 1980.
  - Vainqueur de la Coupe des champions de la CONCACAF en 1980 et 1982.
  - Vainqueur de la Primera División en 1981

- FC León :
  - Finaliste de la Coupe des champions de la CONCACAF en 1993.

### En équipe nationale
- Finaliste de la Coupe du monde de football des moins de 20 ans en 1977.